# Gladiolus macneilii
Gladiolus macneilii är en irisväxtart som beskrevs av Anna Amelia Obermeyer. Gladiolus macneilii ingår i släktet sabelliljor, och familjen irisväxter. Inga underarter finns listade i Catalogue of Life.